# Sanguisorba tenuifolia
Sanguisorba tenuifolia là loài thực vật có hoa trong họ Hoa hồng. Loài này được Fisch. ex Link miêu tả khoa học đầu tiên năm 1821.